# Edmund Beale Sargant
Edmund Beale Sargant (* 1855; † 1938) war ein britischer Kolonialbeamter in Südafrika. Er legte 1908 unter dem Titel Report on Native Education in South Africa den sogenannten Sargant Report vor, der großen Einfluss auf die schulische Erziehung in Transvaal nahm. Des Weiteren verfasste er Gedichte, die Edward Marsh in seine Sammlung Georgian Poetry 1911–12 (1912) aufnahm.

## Werke von Edmund Beale Sargant
- A Guide Book to Books. 1891, mit  Bernhard Whishaw.
- Report on Native Education in South Africa. 1908.
- The Casket Songs. 1912, Gedichte.
- The Country’s Call. 1914, mit Marie Sargant.
- More Songs by the Wayside. 1934, Gedichte.

| Personendaten    | Personendaten                        |
| ---------------- | ------------------------------------ |
| NAME             | Sargant, Edmund Beale                |
| KURZBESCHREIBUNG | britischer Kolonialbeamter und Autor |
| GEBURTSDATUM     | 1855                                 |
| STERBEDATUM      | 1938                                 |